# Hummerhielm
Hummerhielm är en friherrlig adelsätt från Östergötland, adlad 1678 och upphöjd till friherrlig värdighet den 8 juli 1705, som ätt nr. 114. Introducerad på riddarhuset den 17 december 1713.
Ätten härstammar från den karolinske kavalleristen Alexander Hummerhielm, ursprungligen Hummer, och dennes andra hustru Catharina Margareta Hägerflycht, en dotter till Nils Arvidsson Hägerflycht.

## Kända medlemmar
- Nils Hummerhielm (1696–1766), svensk friherre och militär
- Erik Johan Hummerhielm (1784–1855), svensk friherre och militär
- Torsten Hummerhielm (1885–1928), svensk friherre och jurist
- Krister Hummerhielm (1890–1981), svensk friherre och konstnär